# Classic Tetris World Championship
El Classic Tetris World Championship (CTWC) es un campeonato de videojuegos, organizado por Portland Retro Gaming Expo.
La competición lanzada en 2010, durante la filmación de Ecstasy of Order: The Tetris Masters, busca determinar el mejor jugador de Tetris del mundo. Los primeros dos años la competición tomó lugar en Los Ángeles, California se movió a Portland, Oregón desde ese entonces, y continuó allí hasta 2023. En 2024, el campeonato fue movido nuevamente a California, esta vez a Pasadena.
Los participantes juegan en NES reales y televisores CRT. Las rondas finales son transmitidas en línea y analizadas por comentaristas. El torneo ha sido dominado por Jonas Neubauer, quién ha ganado siete títulos y ha perdido en dos ocasiones, en 2014 contra Harry Hong y en 2018 contra Joseph Saelee.

## Competición
La competición dura dos días, con la Ronda de Clasificación durante el primer día y el evento Principal durante el segundo. Los participantes tienen permitido traer su control propio, pero éste tiene que ser un control de NES original sin modificaciones.

### Ronda de Clasificación
La Clasificación tiene lugar en un número fijo de estaciones de NES. Los participantes juegan el modo "Type A" de Tetris, comenzando en el nivel 9 o más, y son ordenados basados en su puntuación final. Una vez finalizado el juego por cualquier razón, su puntuación debe ser registrada por un oficial para ser válido. Los participantes pueden realizar tantos intentos como deseen, pero deben que regresar al final de la fila de espera cada vez. Además existe la opción de pagar una pequeña cantidad de dinero para alquilar una estación NES por una hora.
Los mejores 32 puntuaciones clasifican al evento principal. En la edición de 2019, el número de participantes para el evento principal ascendió a 48, mientras que, en 2020, el cuadro del evento principal estará formado por 64 participantes.

### Evento Principal
El evento Principal es un torneo de eliminación directa que consta de cinco rondas, con los jugadores sembrados de tal forma que los extremos del ranking se enfrentan en la primera ronda (#1 vs. #32, #2 vs. #31, etc.).
Para el primer juego de cada partida, el jugador mejor preclasificado escoge el nivel inicial (9-18 para las primeras dos rondas, 15 o más para las últimas tres). Ambos jugadores empiezan a jugar al mismo tiempo en consolas separadas, y el juego continúa hasta que ocurra uno del siguientes acontecimientos:
- El jugador que va segundo apila sus piezas hasta el tope de la pantalla (el líder gana)
- El líder apila sus piezas hasta el tope de la pantalla, el seguidor no logra igualar esa puntuación antes de perder (el líder gana)
- El líder apila sus piezas hasta el tope de la pantalla, el seguidor logra pasar esa puntuación (el seguidor gana)

## Resultados
| Año  | Campeón               | Segundo                    | Tercero                      | Cuarto                     |
| ---- | --------------------- | -------------------------- | ---------------------------- | -------------------------- |
| 2010 | Jonas Neubauer        | Harry Hong                 | Matt Buco "Buco"             | Dana Wilcox                |
| 2011 | Jonas Neubauer        | Alex Kerr                  | Robin Mihara                 | Harry Hong                 |
| 2012 | Jonas Neubauer        | Mike                       | Eli Markstrom                | Alex Kerr                  |
| 2013 | Jonas Neubauer        | Harry Hong                 | Chad Muse                    | Matt "Buco" Buco           |
| 2014 | Harry Hong            | Jonas Neubauer             | Terry Purcell                | Eli Markstrom              |
| 2015 | Jonas Neubauer        | Sean Ritchie "Quaid"       | Alex Kerr                    | Harry Hong                 |
| 2016 | Jonas Neubauer        | Jeff Moore                 | Harry Hong                   | Koji Nishio "Koryan"       |
| 2017 | Jonas Neubauer        | Alex Kerr                  | Sean Ritchie "Hauser"        | Matt Buco "Buco"           |
| 2018 | Joseph Saelee         | Jonas Neubauer             | Tomohiro Tatejima "Greentea" | Koji Nishio "Koryan"       |
| 2019 | Joseph Saelee         | Koji Nishio "Koryan"       | Aidan Jerdee "Batfoy"        | Daniel Zhang "DanQZ"       |
| 2020 | Michael Artiaga "Dog" | Andrew Artiaga "PixelAndy" | Jacob Huff "Huffulufugus"    | Nenu Zefanya Kariko        |
| 2021 | Michael Artiaga "Dog" | Jacob Huff "Huffulufugus"  | Joseph Saelee                | Andrew Artiaga "PixelAndy" |
| 2022 | Eric Tolt "EricICX"   | Justin Yu "Fractal"        | Andrew Artiaga "PixelAndy"   | Michael Artiaga "Dog"      |
| 2023 | Justin Yu "Fractal"   | Sidney Commandeur "Sidnev" | Willis Gibson "Blue Scuti"   | Michael Artiaga "Dog"      |
| 2024 | Alex Thatch "AlexT"   | Michael Artiaga "Dog"      | Tristan Kwai "Tristop"       | Noah Dengler "TheDengler"  |
| 2025 | Alex Thatch "AlexT"   | Emma "Meme"                | Willis Gibson "BlueScuti"    | Michael Cloudson "iBall"   |

## Cartucho

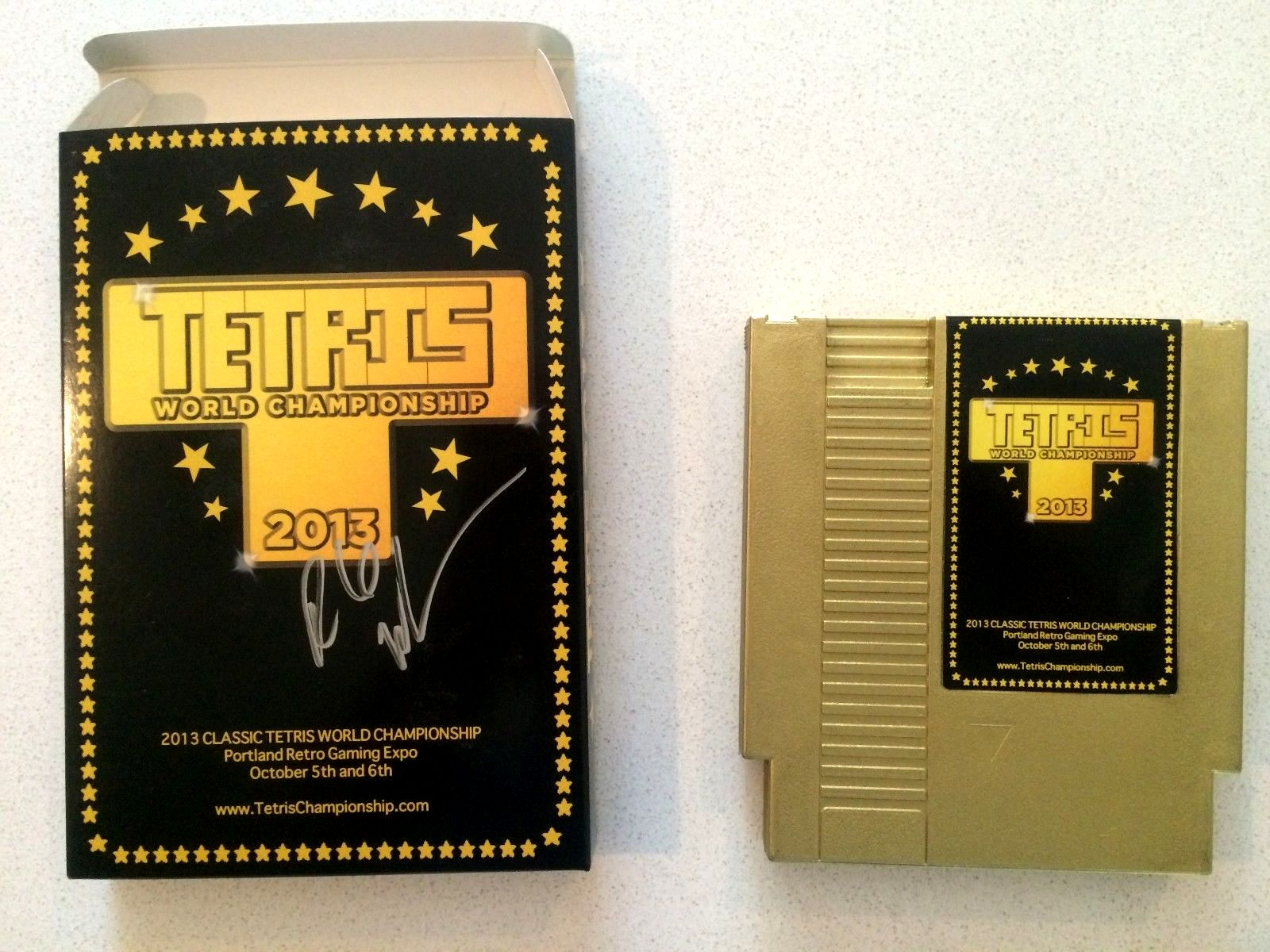
2013 CTWC Caja y Cartucho.

El Classic Tetris World Championship se juega con un cartucho original 8-bit de Tetris NES. Aquellos individuos que han apoyado el evento reciben una edición limitada dorada del juego.